# Bijbehara
Bijbehara (o Bijbiara, Vejibyor) è una città dell'India di 19.703 abitanti, situata nel distretto di Anantnag, nel territorio del Jammu e Kashmir. In base al numero di abitanti la città rientra nella classe IV (da 10.000 a 19.999 persone).

## Geografia fisica
La città è situata a 33° 47' 60 N e 75° 5' 60 E e ha un'altitudine di 1.591 m s.l.m..

## Società

### Evoluzione demografica
Al censimento del 2001 la popolazione di Bijbehara assommava a 19.703 persone, delle quali 10.417 maschi e 9.286 femmine. I bambini di età inferiore o uguale ai sei anni assommavano a 1.946, dei quali 975 maschi e 971 femmine. Infine, coloro che erano in grado di saper almeno leggere e scrivere erano 10.530, dei quali 6.617 maschi e 3.913 femmine.